# الوقيط (نهم)

تعديل مصدري - تعديل

الوقيط هي إحدى قرى عزلة الحنشات بمديرية نهم التابعة لمحافظة صنعاء، بلغ تعداد سكانها 27 نسمة حسب تعداد اليمن لعام 2004.